# 卡洛斯·马林
卡洛斯·马林·门切罗（Carlos Marín Menchero，1968年10月13日—2021年12月19日）是西班牙男中音，也是跨界音樂组合美聲男伶的成员，该组合在全球已售出超过2800万张唱片。 
2021年12月7日，马林感染了2019冠状病毒病，并住在英國曼彻斯特的一家醫院。同年12月19日去世，享年53岁。 